# Барабан-коба
Барабан-коба (також Даулджі-коба) — усталена назва двоярусного печерного комплексу XIV–XVIII століття на мисі Тешклі-бурун Мангупа, однією з частин середньовічного печерного монастиря часів князівства Феодоро. Найвідоміші та найпопулярніші печери Мангупа. Є залишками великого і складного комплексу печерних споруд, спочатку — оборонного призначення. Назва виникла серед мандрівників-туристів через звуки, схожі на барабанні, при стукоті по стовпу-колоні в найбільшій печері комплексу; також відома тим, що дала назву самому мису Тешклі-бурун — Дірявий мис, через наскрізний отвір, що утворився в печері верхнього ярусу в результаті обвалення занадто тонких зовнішніх стін.

За припущеннями сучасних дослідників з Мангупської експедиції, за часів розквіту князівства Феодоро, Барабан-коба була частиною печерного монастиря на краю мису Тешклі-бурун. Перший докладний опис печер залишив Петер-Симон Паллас, який побував у Барабан-кобі 1794 року, який дослівно загострив Петро Кеппен у «Кримській збірці»
«…з північного боку ведуть вниз зовнішні сходи, якими спускаєшся в простору кам'янку залу, довжиною сажі три, а шириною в сім аршин, яка стеля підтримується тільки чотирикутним стовпом. При цій залі, зі східного боку видовбано два, а з полуденного три кабінети з порядними входами. З західного боку два входи ведуть до бічної кімнати, якого стіни складаються з того ж цілісного каменю, і якої довжина складає три, а ширина не є два сажні. … Звідси можна вийти іншими дверима на північ на уступ скелі…»
Печери в 1833 відвідав археолог Фредерік Дюбуа де Монпере, що склав приблизний план і розріз нижнього приміщення комплексу, який помістив в IV серії «Атласу до подорожі навколо Кавказу, Грузії, Вірменії та Криму».

## Опис
Печерний комплекс розташований на північному кінці мису Тешклі-бурун. Перед входом в печери збереглися залишки витягнутого з півночі на південь вирубаного частково в скелі приміщення, в західному краю північної стіни якого був зроблений вхід в перше печерне спорудження комплексу, а в східній збереглися залишки сходів (два ступені, ще дві ледь видно, інші обвалилися), що ведуть на трикутну майданчик над печерами, по краях якої помітні сліди ліжок від колишньої колись кам'яної кладки: на майданчику колись була наземна споруда, ймовірно вежа. У північній частині майданчика збереглися залишки скельних сходів також на майданчик, розташовану нижче. Нижче на вісім ступенів під другою площадкою розташоване верхнє приміщення печерного комплексу-чотирикутна печера з добре обробленими стінами, гладкою підлогою (нині сильно вивітрений), дверним прорізом в північній частині східної стіни й сходами на нижній поверх в північно-західному куті, з чотирикутної скельною колоною посередині. З печери, яка, ймовірно, служила дорміторієм, п'ять дверних прорізів (два — у північній стіні та три — у Східній) ведуть у невеликі, майже прямокутні камери, імовірно, келія, в яких уздовж однієї зі стін вирубані невеликі ніші-лежанки. У стіні, що виходить на південь, дві двері вели до великої печери (ймовірно, трапезна), з якої, своєю чергою, був у західній стіні вихід на майданчик над урвищем.

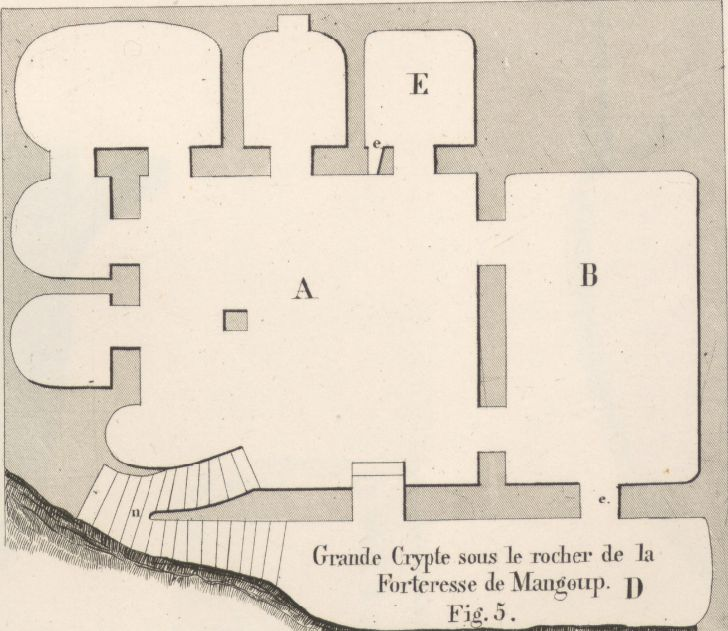
План печери Дюбуа де Монпере з «Атласу до подорожі навколо Кавказу, Грузії, Вірменії та Криму», 1839 р.
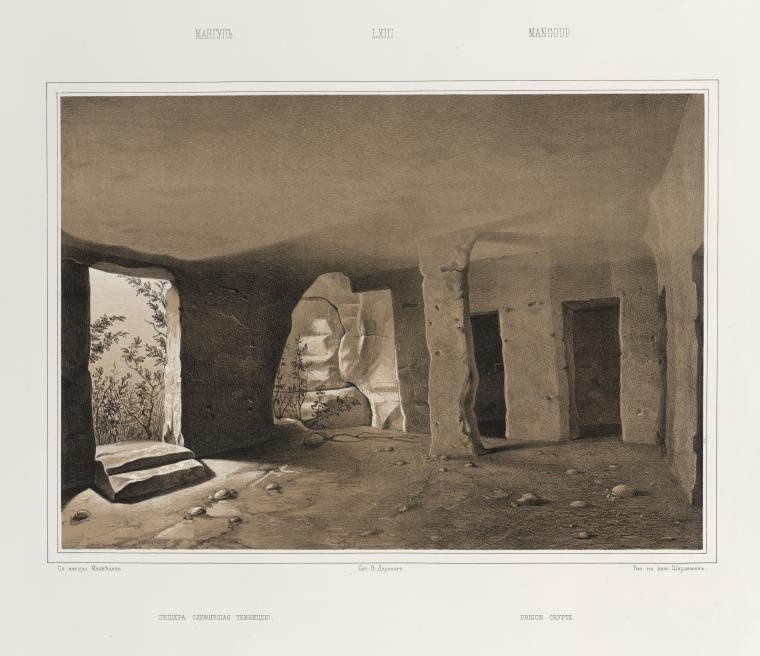
«Печера, що служила в'язницею» Малюнок Моріца Вебеля з альбому Олексія Уварова, 1853 р.
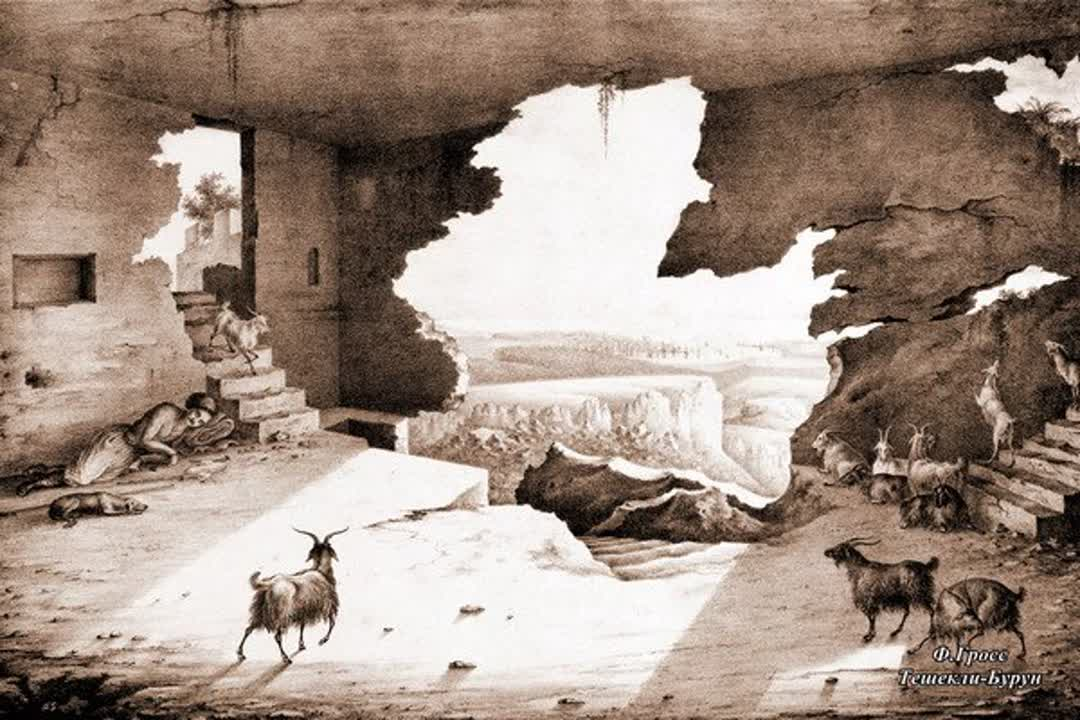
«Тешклі-бурун у Мангуп-калі». Літографія Фрідріха Гроса, 1846 р.
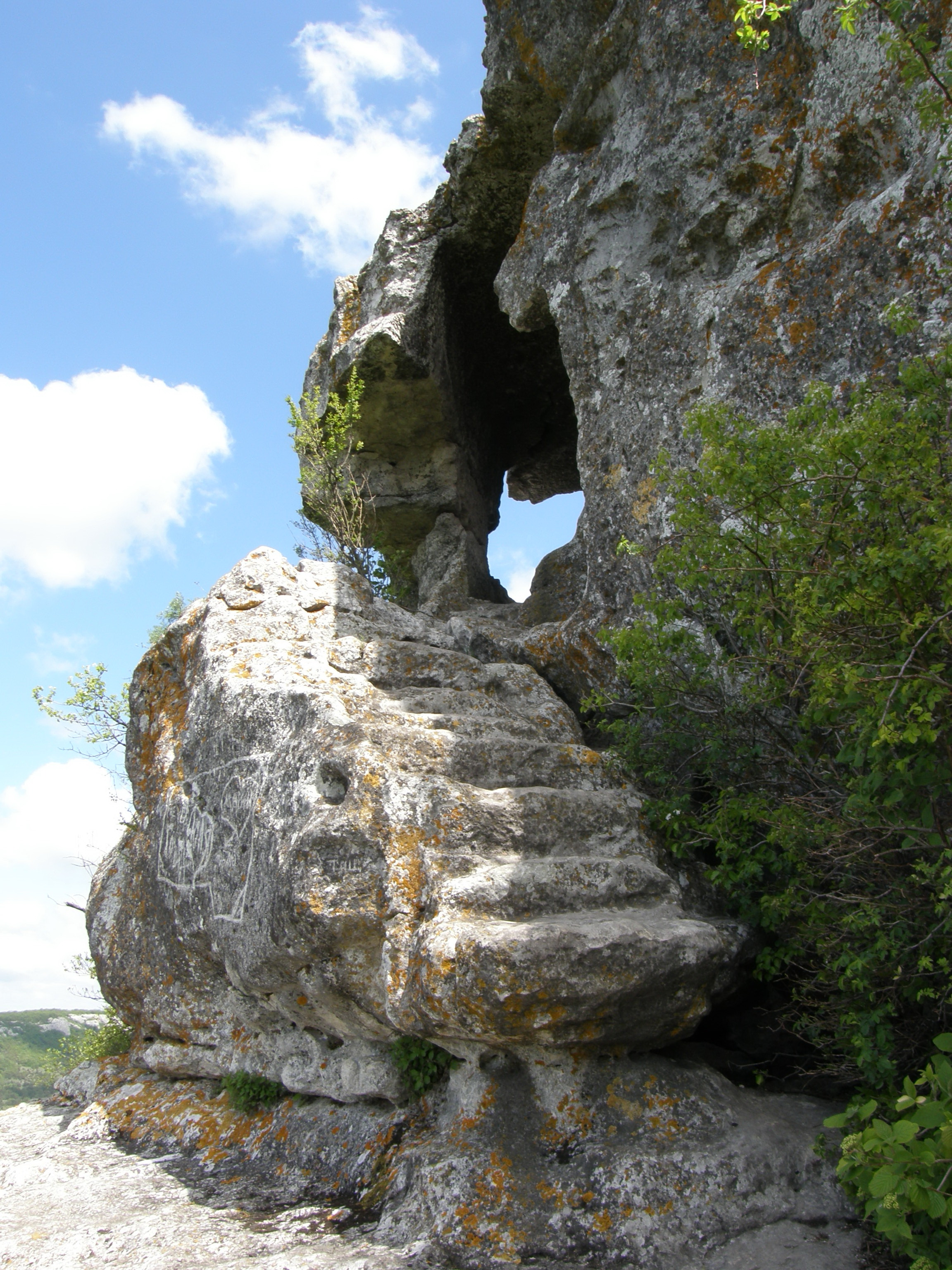
Сходи на нижній ярус печер
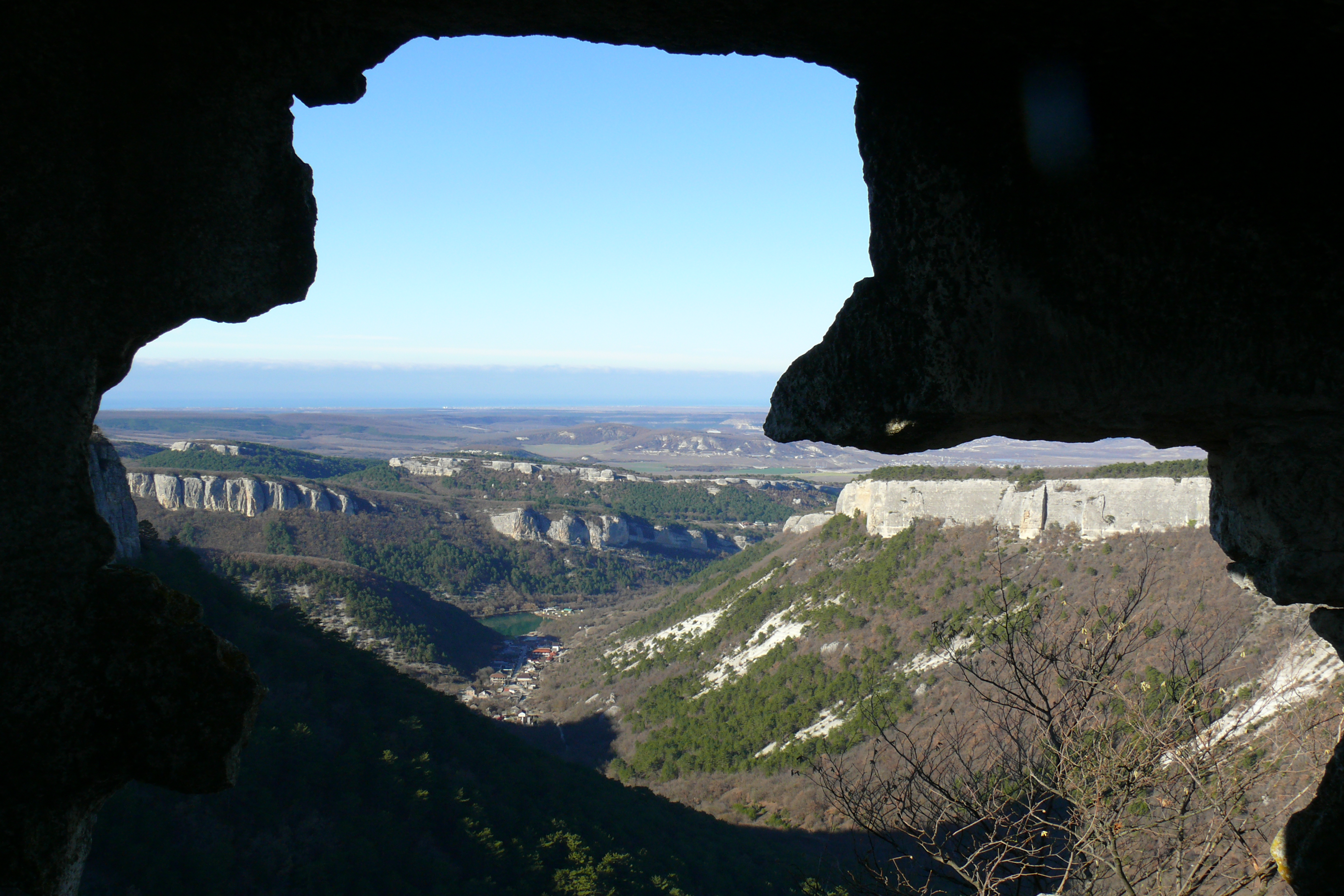
«Дірка» місу Тешклі-Бурун

## Мангупська в'язниця
Про приміщення, яке вважається трапезною, довгий час ходила легенда, що саме тут розташовувалась мангупська в'язниця, про яку згадував Мартін Бронєвський.
«…сюди за варварською люттю ханів іноді вкидаються московські посли і жорстоко утримуються…»
і, нібито, саме в ній сиділи Афанасій Нагой 1569 і Василь Грязний — з 1572 по 1577 роки. Літературно-барвистий опис печер склав Василь Кондараки у статті «Мангуп-кале» 1868 року, вважаючи їх житловим приміщенням якогось володаря (застосовуючи позначення світлиця та зал), келії назвав кімнатами з кам'яними диванами. Також, за словами провідника, розповів про тюремне призначення споруди, яка видалася йому цілком можливою. У художньому нарисі відомого письменника Євгена Маркова «Давня столиця готів» з книги «Нариси Криму: Картини кримського життя, природи та історії» 1872 року є абзац, присвячений печері, в якому також звучить тема турецької в'язниці
«Але найбільше вражає „Барабан-печера“, Даулджі-коба. Ніс Тешклі-буруна, пробитий навиліт, служить вкрай мальовничим сходом у цю печеру. Сходи то спускаються під тріснутим склепінням цієї величезної щілини, то ліпляться зовсім збоку скелі, висячи, як гніздо ластівки, над прірвою. Від огорожі залишилися одні тільки ямки в камені, самі сходинки злизані й обгризені часом, так що деяких не видно. …названа так тому, що від удару кулаком у товстий вапняний стовп, що підтримує склепіння її головної зали, лунає сильний звук, що нагадує барабан. Очевидно, це була в'язниця. З головної зали низенькі проходи в цілу низку келій; у деяких із них помітні пробої в кам'яних стовпах для ланцюга або мотузок»
Як в'язницю, «де приковувалися злочинці в кожній камерці окремо», описав печеру у своєму путівнику 1914 Олексій Башкиров.